# (6363) Doggett
(6363) Doggett (1981 CB1) – planetoida z pasa głównego asteroid okrążająca Słońce w ciągu 3,52 lat w średniej odległości 2,31 j.a. Odkryta 6 lutego 1981 roku.